# Domnina da Síria
Santa Domnina da Síria, também conhecida como Domnina, a Jovem, foi uma asceta do século V. Domnina é mencionada no Synaxarion da Igreja Romana-Ortodoxa.
Santa Domnina era filha de pais cristãos, ricos, que viviam na cidade de Cirro, na Síria, durante o episcopado de Teodoreto.  Atraída por Deus desde a sua juventude, procurou imitar a vida de São Maron. Domnina construiu uma pequena cabana no jardim da casa familiar e ficava lá por dias, em jejum e oração. Ao amanhecer, costumava ir à igreja para rezar com os demais fiéis. Ela achava que não havia nenhum lugar melhor do que uma igreja. Domnina convenceu a mãe e os irmãos a usar o seu dinheiro para adornar essa igreja. Ela rezava com a cara nas mãos, tapada por um lenço, para que se sentisse como se estivesse sozinha. O seu amor por Deus incitava-a a isolar-se das coisas vãs do mundo. Diz-se que Domnina chorava sempre que falava, por ser inspirada por Deus. Apesar disso, Domnina tinha uma grande hospitalidade, e costumava tomar conta dos ascetas que passavam por essa região. Domnina morreu em paz, em data incerta.